# Phil Bosmans
Pour les articles homonymes, voir Bosmans.
Phil Bosmans, né à Gruitrode le 1er juillet 1922, mort à Mortsel le 17 janvier 2012, est un prêtre et écrivain belge.

## Biographie
Son père était un petit fermier, et sa famille de quatre enfants s'installe à Genk quand il a 16 ans. Il passe une partie de son enfance dans le milieu minier.
En 1941, il rejoint les Pères de Montfortanen, où il reste jusqu'à la fin de la guerre. Phil Bosmans part pour Oirschot aux Pays-Bas en 1945 et y est ordonné prêtre le 7 mars 1948.
Le groupe d'édition Lannoo lui propose d'écrire un livre basé sur des centaines de conversations téléphoniques qu'il a eues. Le livre Menslief, ik hou van je (Cher humain, je t'aime) est publié en 1972. Il obtient un grand succès commercial en Flandre. Invité à la télévision avec Mies Bouwlan, il offre son livre à la reine Juliana. Il est alors vendu à 800 000 exemplaires en néerlandais et 2 millions en allemand. Son livre est traduit en 26 langues, pour un total de 10 millions de volumes vendus.